# Allium sewerzowii
Allium sewerzowii är en amaryllisväxtart som beskrevs av Eduard August von Regel. Allium sewerzowii ingår i släktet lökar, och familjen amaryllisväxter. Inga underarter finns listade i Catalogue of Life.